# Charles Whitney Gilmore
Pour les articles homonymes, voir Gilmore.
Charles Whitney Gilmore est un paléontologue américain, né le 11 mars 1874 à Pavilion dans l'État de New York et mort le 27 septembre 1945.

## Biographie
Il est le fils de John Edward Gilmore et de Caroline M. née Whitney. Gilmore obtient son Bachelor of Sciences à l’Université de Wyoming en 1901. Il se marie le 11 octobre 1902 avec Laure Contant. Étudiant, il est assistant au département de la paléontologie des vertébrés du Muséum Carnegie de Pittsburgh de 1901 à 1904. À partir de cette date, il travaille au National Museum of Natural History où il est préparateur jusqu’en 1909, puis conservateur de 1908 à 1911, assistant conservateur de 1911 à 1918, conservateur associé de 1918 à 1923 et conservateur à partir de 1923. Gilmore réalise plus d’une quinzaine d’expéditions à la recherche de reptiles fossiles.
Il a donné leurs noms à un certain nombre de dinosaures trouvés en Amérique du Nord et en Mongolie, comme Alamosaurus, Alcovasaurus longispinus, Alectrosaurus, Archaeornithomimus, Bactrosaurus, Brachyceratops, Chirostenotes, Mongolosaurus, Parrosaurus, Pinacosaurus, Styracosaurus et Thescelosaurus.
En plus de décrire de nouveaux dinosaures, Gilmore a écrit plusieurs monographies, notamment une monographie en 1914 sur Stegosaurus, une monographie en 1920 sur les dinosaures carnivores, un article en 1936 sur Apatosaurus ainsi qu'une étude plus ciblée en 1925 sur un jeune Camarasaurus.

## Source
- (en) Allen G. Debus (dir.) (1968). World Who’s Who in Science. A Biographical Dictionary of Notable Scientists from Antiquity to the Present. Marquis-Who’s Who (Chicago) : xvi + 1855 p.